# Magirus
Magirus GmbH este un producător de camioane cu sediul în Ulm, Germania, fondat de Conrad Dietrich Magirus (1824-1895). Compania-mamă a fost Klöckner Humboldt Deutz AG, producătorul cunoscutelor motoare Deutz, astfel că marca obișnuită a fost Magirus Deutz, și pentru o perioadă scurtă de timp Klöckner. Logo-ul Magirus Deutz a fost un M stilizat, cu un vârf central ascuțit și lung, pentru a reprezenta fleșa Catedralei Ulm.

## Legături externe
- Magirus Germany